# Druye
Druye település Franciaországban, Indre-et-Loire megyében. Lakosainak száma 999 fő (2022. január 1.). Druye Ballan-Miré, Artannes-sur-Indre, Azay-le-Rideau, Pont-de-Ruan, Saché, Savonnières, Vallères és Villandry községekkel határos.

## Népesség
A település népességének változása:
| Lakosok száma | 466  | 578  | 681  | 845  | 975  | 970  | 950  | 964  | 967  | 999  |
|               | 1968 | 1982 | 1990 | 2006 | 2013 | 2015 | 2017 | 2019 | 2020 | 2022 |